# Jurij Sapiega
Jurij Nikołajewicz Sapiega (ros. Юрий Николаевич Сапега, ur. 1 stycznia 1965 w Grodnie, zm. 29 września 2005 w Moskwie)  – rosyjski siatkarz pochodzący z Białorusi, reprezentant Związku Radzieckiego, srebrny medalista igrzysk olimpijskich, dwukrotny medalista mistrzostw świata i tryumfator mistrzostw Europy, trener siatkarski.

## Życiorys
Sapiega grał w reprezentacji Związku Radzieckiego w latach 1986-1991. Pierwszy sukces z reprezentacją odniósł podczas mistrzostw świata 1986 odbywających się we Francji, podczas których Sowieci zdobyli srebrny medal. Wystąpił na igrzyskach olimpijskich 1988 w Seulu. Podczas turnieju olimpijskiego zagrał w dwóch z pięciu meczów fazy grupowej, meczu półfinałowym z Argentyną oraz w przegranym finale ze Stanami Zjednoczonymi. Na MŚ 1990 w Brazylii zdobył z reprezentacją brązowy medal. W 1991 tryumfował podczas mistrzostw Europy w Niemczech i zajął 3. miejsce w rozgrywanym w Mediolanie finale ligi światowej.
W latach 1982–1991 był zawodnikiem klubu CSKA Moskwa, z którym w mistrzostwach ZSRR tryumfował siedmiokrotnie w latach 1985-1991 i zajął 2. miejsce w 1984, a w pucharze Związku Radzieckiego wygrywał w 1982, 1984 i 1985. Ponadto z tym zespołem pięciokrotnie zdobywał mistrzostwo Pucharu Europy Mistrzów Klubowych w latach 1986-1989 i w 1991. Następnie grał we włoskim Pallavolo Padwa. Po zakończeniu kariery sportowej w 1994 był trenerem tego klubu do 1997. W 1999 dołączył do sztabu szkoleniowego męskiej reprezentacji Rosji. Od 2001 był dyrektorem generalnym reprezentacji, a w 2004 pełnił funkcję trenera drugiej reprezentacji. W międzyczasie, w latach 2003–2004, był trenerem Dinama Moskwa. Od 2004 był działaczem Wszechrosyjskiej Federacji Siatkarskiej.
Zmarł nagle na atak serca w Moskwie w 2005. Jego brat Aleksandr także był siatkarzem. Od 2006 w Moskwie i Padwie odbywają się memoriały Jurija Sapiegi z udziałem weteranów ZSRR i Włoch. W miejscowości Witiaziewo znajduje się kompleks sportowy nazwany na jego cześć.